# Pusiola
Pusiola este un gen de insecte lepidoptere din familia Arctiidae.

## Specii[1]
- Pusiola ampla
- Pusiola asperatella
- Pusiola aureola
- Pusiola brunneitincta
- Pusiola celida
- Pusiola celidana
- Pusiola chota
- Pusiola cinerella
- Pusiola curta
- Pusiola derelicta
- Pusiola edwardsi
- Pusiola elongata
- Pusiola fageli
- Pusiola flavicosta
- Pusiola hemiphaea
- Pusiola holoxantha
- Pusiola interstiteola
- Pusiola isabellina
- Pusiola leiodes
- Pusiola melemona
- Pusiola minutissima
- Pusiola monotonia
- Pusiola nana
- Pusiola nyassana
- Pusiola ochreata
- Pusiola poliosia
- Pusiola roscidella
- Pusiola rotundula
- Pusiola sordida
- Pusiola sordidula
- Pusiola sorghicolor
- Pusiola squamosa
- Pusiola straminea
- Pusiola subasperatella
- Pusiola theresia
- Pusiola tinaeella
- Pusiola tocha
- Pusiola unicolor
- Pusiola unipunctana
- Pusiola verulama
- Pusiola zelleri